# کولاک (فیلم ۱۹۲۳)
«کولاک» (انگلیسی: The Blizzard) یک فیلم درام سوئدی محصول سال ۱۹۲۳ به کارگردانی موریتس استیلر با بازی آینار هانسون، مری جانسون، پائولین برونیوس و هوگو بیورنه است. عنوان اصلی سوئدی فیلم «داستان گونار هدس» است. این فیلم داستان دانشجویی را روایت می‌کند که تلاش می‌کند عمارت خانواده‌اش را که در معرض ورشکستگی قرار دارد، نجات دهد. این فیلم بر اساس رمان سلما لاگرلوف به نام (داستان یک خانه نشین) ساخته شده‌است.